# Ruínas da Babilônia
Ruínas da Babilônia é o segundo álbum da banda brasileira de reggae, Tribo de Jah. O álbum foi lançado em 1996 pela gravadora Indie Records.

## Faixas
Todas as faixas por Fauzi Beydoun.
1. Ruínas da Babilônia - 4:08
2. Oh Jah, Oh Jah! - 4:44
3. Morena Raiz - 4:33
4. Inna Maranhão Style (Costa Norte) - 5:00
5. Guerrilhas Mentais - 5:06
6. It A Go Dread - 5:14
7. World In A Transition - 4:31
8. Battle For Another Life - 2:44
9. Canção Nordestina - 4:43
10. Irie Dub Feeling - 5:04
11. Little, Little Bit - 4:48
12. Great Mr. Blackman - 4:36
13. Não Basta Ser Rasta - 5:39
14. Breve Sopro no Ar - 4:35

## Ficha Técnica
- Direção Artística: Liber Gadelha
- Produção: Liber Gadelha, Fauzi Beydoun e Tribo de Jah
- Arranjos: Tribo de Jah

### Músicos
- Fauzi Beydoun - guitarra e vocal
- Zé Orlando - voz e backing vocais
- Achiles Rabelo - contrabaixo e vocais
- João Rodrigues - bateria
- Neto - guitarra
- Frazão - teclados e vocais
- Flávio Guimarães - gaita em "Guerrilhas Mentais"
- Nonato Silva - sanfona
- Tarcisio Sardinha - viola nordestina
- Fluge Horn - trompete
- Zé Carlos - sax tenor e flauta
- Roberto - trombone

### Gravação

#### Fortaleza
Gravado no estúdio Próaudio.

- Técnicos: Amilton Silva, Jeovar Maia e Luiz Vagner

#### Rio de Janeiro
Gravado no estúdio Nas Nuvens.

- Técnico: Victor Farias
- Mixagem: Victor Farias (Nas Nuvens)

Todas as músicas foram editadas pela Paes & Filhos.

## Capa e encarte
- Foto Capa: Nana Moraes
- Foto Interna Cor: Geraldo Carvalho
- Foto Fundo Estojo: Crhistian Knepper
- 3D em areia: Rosane Chonchol e Alcides Jr.
- Direção de Arte: Stela Nascimento

## Integrantes
- Fauzi Beydoun - guitarra e vocal
- Zé Orlando - voz e backing vocais
- Achiles Rabelo - contrabaixo e vocais
- João Rodrigues - bateria
- Neto - guitarra solo e vocais
- Frazão - teclados e vocais